# Bernhard Tittel
Bernhard Tittel (nascut el 6 de gener de 1873 a Viena, mort també allà el 24 de desembre de 1942) fou un compositor austríac.
Es va assenyalar com a director d'orquestra, havent actuat des del 1901 al front dels teatres d'òpera de Karlsruhe, Halle, Nuremberg i Viena.
Com a compositor també ocupa un lloc distingit, i figuren entre les seves obres principals:
- una Simfonia;
- l'òpera "Cesare Borgias Ende, i diverses obertures i cors.

El 1920 fundà els Sinfonie-Abonnement-Konzerte de Viena, que dirigí molts anys.